# 新西兰鸠属
新西兰鸠属（学名：Hemiphaga）是鸠鸽科下的一个属。

## 下属物种
本属包括以下物种：
- 查塔姆岛鸠 Hemiphaga chathamensis (Rothschild, 1891)，查岛鸠
- 新西兰鸠 Hemiphaga novaeseelandiae (J.F.Gmelin, 1789)